# 二世 (日本裔)
二世（Nisei，汉字写作“二世”，是"第二代"的意思），指的是在新国家出生的日本移民即一世（称为“Issei”，汉字写作“一世”，是“第一代”的意思）的子女，这个日语术语在北美和南美国家使用。第二代日裔被视为第二代移民, 并且日本移民的孙辈被称为三世、四世. (日语里"一, 二, 三"读作“ichi，ni，san“，详细请见词条日语数字.)

## 历史

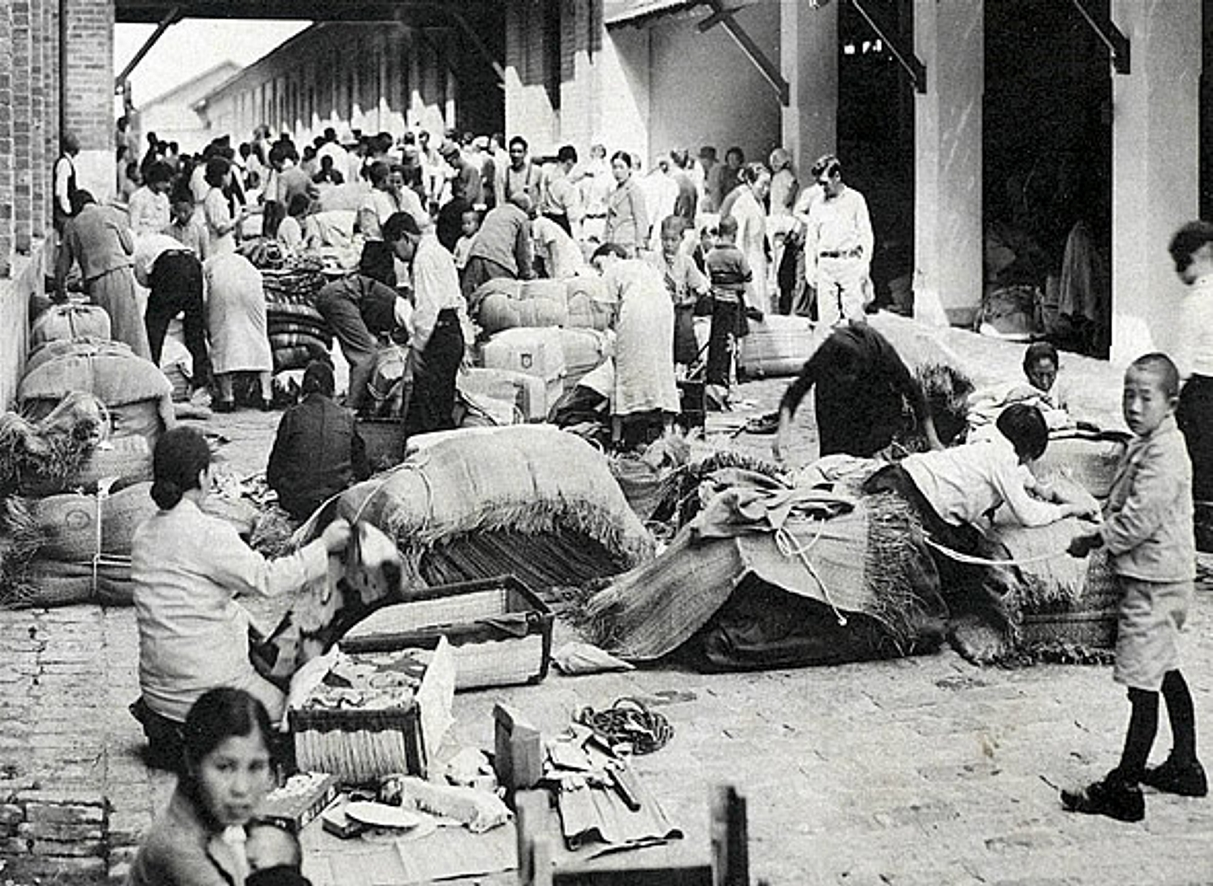
这些日裔巴西（ Nipo-brasileiros ）移民的子女被称为Nisei 。

### 日裔美国人
一些美籍日裔是在二战结束后的婴儿潮时期出生的。然而，在第二次世界大战期间生活在美国西部的大多数日裔美国人，在第 9066 号行政命令颁布后，与他们的父母（伊势西人）一起被强制拘禁在加利福尼亚、俄勒冈、华盛顿和阿拉斯加等西海岸地区。有人认为，一些第二代日裔感到在他们的日裔父母和其他美国人之间进退两难。 之下，生活在夏威夷的日裔，他们的经历则有些不同。
在美国，丹尼尔·井上和是松丰三郎是两位具有代表性的日裔美国人 。1943 年美国取消了对日裔美国人的征兵限制，出生于夏威夷的丹尼尔·井上是众多自愿参军的日裔青年之一。夏威夷建州后，井上成为美国参议员。
弗雷德·丰三郎·是松（是松丰三郎）是生活在美国西海岸的许多日裔美国公民之一，他们在第二次世界大战期间抵制了拘留。1944 年，他在美国最高法院对战时拘留日裔美国人的行为提出质疑，最终败诉，但几十年后获得平反。. 1998年，是松丰太郎获得了美国平民的最高荣誉，即总统自由勋章。在白宫的颁奖仪式上，美国总统比尔·克林顿解释道：”在我国不断寻求正义的漫长历史中，一些公民虽普通，但他们的名字代表了数百万人的灵魂。普莱西、布朗、帕克斯...... 在这份杰出的名单上，今天我们再加上了弗雷德·是松的名字。“
绝大多数日裔美国人对拘留的反应持默许态度，希望以此证明自己对美国的忠诚。对他们来说，是松的抗议行为既背叛了他的国家，也背叛了日裔群体。几十年来，他被视为叛徒、试验品、耻辱，最后才成为英雄。 

### 日裔巴西人
巴西是除了日本之外日本人数量最多的国家，估计有150 多万（包括混血或混血族裔）， 超过美国的120万人。 日裔巴西人是这个南美国家少数民族的重要组成部分。
在加拿大各地的日裔加拿大人社区中，形成了三个不同的亚群体，每个群体都有不同的社会文化参照、世代认同和战时经历。  

### 日裔秘鲁人
在大约 8 万名有日本血统的秘鲁人中，第二代日裔秘鲁人是最大的群体。

## 文化概述

### 世代
日裔美国人和日裔加拿大人在北美的每一代都有特殊的名字。这些名字由每一代相对应的一个日语数字与日语中的世代（sei 世）组合而成。日裔美国人和日裔加拿大人社区自己也用 Issei、Nisei 和 Sansei 等术语来区分其成员，这些术语描述了第一代、第二代和第三代移民。第四代称为Yonsei（四世），第五代称为Gosei（五世）。第一代、第二代和第三代日裔对权威、性别、非日本人参与、宗教信仰和实践等问题的态度截然不同。 个人面临战时疏散和拘留的年龄是解释其经历、态度和行为模式差异的唯一、最重要的因素。 
“日系”一词涵盖了世界上所有世代相传的日本移民。 第一代日裔和年长的第二代日裔他们的集体记忆是1870年至1911年明治时期的日本，这与新移民最近离开的日本形成鲜明对比。在这种背景之下，战后经历和机遇差异巨大，根本无法缓解世代之间观点的差距。 
| 世代   | 群组描述 |
| ------ | --- |
| 第一代 | 在日本出生、后来移民到另一个国家的一代人。                                                                             |
| 第二代 | 在北美、南美、澳大利亚、夏威夷或日本以外的任何国家出生的一代人，他们的父母至少有一方是第一代移民或一方是非移民日本人。 |
| 第三代 | 父母双方至少有一方是日裔的一代人。                                                                                     |
| 第四代 | 父母至少有一方是第三代移民的一代人。                                                                                   |
| 第五代 | 父母至少有一方是第四代移民的一代人。                                                                                   |

在加拿大或美国出生的第二代移民，其父母不是在加拿大或美国出生的，被称为 "二世"（Nisei）。它们已成为美国和加拿大普遍移民经历的一部分，成为美国这个大 "熔炉 "和加拿大这个 "马赛克 "的一部分。一些日裔抵制融入多数人社会，主要是因为他们倾向于保持日本人的人际关系风格。 
大多数第二代日裔在加拿大或美国的学校接受系统教育。在这些学校，他们作为有着个人主义和公民意识国家的公民，被灌输了加拿大或美国的民族价值。20 世纪 40 年代初，当这些东西被夺走时，他们很难接受拘禁和强制重新安置。年长的第二代日裔更倾向于认同第一代日裔，因为具有相似的经济和社会特征。 曾在小企业、农业、渔业或半熟练职业中就业的年长日本移民往往继续从事蓝领工作。  与此形成鲜明对比的是，年轻的第二代日裔上了大学，并在战后从事各种职业和白领工作。第一代移民和第二代之间战后经历和机遇截然不同，使得他们之间的代沟进一步扩大。
在北美，自1988年平反胜利以来，发生了重大的演变。尼塞一家、他们的父母和孩子正在改变他们对自己作为加拿大、美国和墨西哥等国家的日本血统个体的看法。 
目前，英国的日本人只有十万多，其中大部分在伦敦。但与以日本为中心用于区分与世界其他地方的日本国籍的距离的其他日经术语不同，这些英国人通常不会用代际术语将他们的社区解析为“Issei”、 “Nisei”或“Sansei”。 

#### 老化
还暦 ( kanreki ) 是一种传统的、前现代的日本人在60 岁庆祝步入老年的仪式，有时由第一代移民庆祝，现在也有越来越多的第二代移民庆祝。仪式是共同意义、规范和价值观的体现，这一日本成人仪式突出了日本人对变老过程中的传统困境做出的集体反应。 老龄化正在影响日裔美国人的人口结构。根据 2011 年洛杉矶《拉富新报》专栏作家的报道，报道显示，80 多岁和 90 多岁的日裔美国人的去世人数惊人"。 

### 语言
在日本出生的第一代移民把日语作为母语来学习，他们在学习英语作为第二语言方面取得的成功各不相同。大多数日裔在某种程度上会说日语，这是从日裔父母、日语学校、生活在日裔社区或拘留营中学来的。大多数讲英语的日裔保留了日语知识，至少是口语。大多数日裔的母语是英语，而且大多数日裔都与非日裔结婚。 

### 教育
一位第一代日本移民女性的诗歌揭示了一个说明性的观点：
一明治父母

双双移民至加国

子女生来便成了

加拿大公民

其乃他们的骄傲——冈本纪典, 如月诗歌研究小组, 1975.

### 通婚
在第一代移民中，异族通婚的现象相对较少，部分是因为战争和对这些美国公民的违宪监禁正好发生在这群移民达到结婚年龄的时候。美国公众敌视他们，让他们不受欢迎，也不可能成为异族通婚的选择。除此之外，他们与其他同族人一起被扔进集中营  ，这使得大多数第一代日本移民与其他第一代移民结婚。
另一个因素是，直到 1967 年，美国许多州还在实施反通婚法，将异族之间通婚、同居和性行为定为犯罪。
这就是为什么第三代移民Sansei大多仍与最初移民到美国第一代移民Issei有着相同的种族外貌。二战后，第三代移民的通婚现象变得广泛起来，通婚率大约超过 60%。

## 历史

### 拘留
1942 年，加拿大和美国政府对西海岸日本公民、日裔美国公民和日裔加拿大公民进行拘留时，都没有区分在美国/加拿大出生的日裔公民（Nisei）和他们在日本出生但现在居住在美国或加拿大的父母（Issei）。 

### 平反

#### 日裔美国人的平反
1978年，日裔美国人公民联盟开始积极要求对二战期间日裔美国人所遭受的伤害进行赔偿。
1980 年，美国国会成立了战时平民迁移与拘留委员会（CWRIC）。委员会的报告《被剥夺的个人正义》谴责拘留 "不公正，是出于种族主义而非真正的军事需要"。 
1988年，美国总统罗纳德·里根签署了《1988年公民自由法》 ，规定正式道歉并为每位幸存者支付2万美元的赔偿。该立法指出，政府行为是基于“种族偏见、战争歇斯底里和政治领导失败”。  1992 年《公民自由法》修正案额外拨款 4 亿美元，以确保所有剩余的被拘留者获得 2 万美元的赔偿金，该修正案由乔治·H·W·布什总统签署成为法律，美国政府也再次正式道歉。
1948 年，在二战期间被重新安置的日本人和日裔美国人获得了直接财产损失补偿。82 210 名日裔美国人或其继承人获得了这些赔偿金，费用达 16 亿美元。该计划的最后一次付款是在 1999 年。 

#### 日裔加拿大人的平反
1983 年，全国日裔加拿大人协会（NAJC）发起了一场运动，要求为战争年代的不公正行为作出补偿。全国日裔加拿大人协会聘请普华永道公司估算日裔加拿大人因财产被没收和因被拘留而损失的工资而蒙受的经济损失。根据外侨财产保管处保存的详细记录，确定损失总额为 4.43 亿美元（按 1986 年美元计算）。 
1988年，总理布赖恩·马尔罗尼作出了人们期待已久的正式道歉，加拿大政府也开始兑现一揽子赔偿方案--包括向所有幸存的被拘留者赔偿2.1万美元，以及恢复那些被驱逐到日本的人的加拿大公民身份。 

## 著名人士
随着时间的推移，在一定程度上获得公众认可的日裔人数不断增加；但对于了解更广泛的日裔叙事而言，那些只有家人和朋友知道其名字的日裔的平静生活也同样重要。尽管这里重点介绍的名字中，来自北美的日裔所占比例较高、，但泛美日经协会(PANA) 的拉丁美洲成员国包括阿根廷、玻利维亚、巴西、智利、哥伦比亚、墨西哥、巴拉圭、秘鲁和乌拉圭，除了英语国家美国和加拿大。 
- 约翰·F·伊索 (1909-1987), 美国军官、律师和法官
- 天城莎莉, 居住东京的美国歌手和配音演员
- 史蒂夫·青木 (1977-), 美籍日裔电子乐音乐家
- 阿尔贝托·藤森(1938-), 秘鲁总统, 任期为1990至2000年
- 法兰西斯·福山 (1952-), 哲学家、政治经济学家
- 路易斯·具志坚 (1950–2013), 巴西政治家、活动家[33]
- 伯尼·F·羽白 (1916–2011),第二次世界大战荣誉勋章获得者
- 长谷本干夫 (1916–1943), 第二次世界大战荣誉勋章获得者
- 乔伊·林 (1920–1945), 第二次世界大战荣誉勋章获得者[34]
- 林静也 (1917–2008), 第二次世界大战荣誉勋章获得者
- 威廉·霍里 (1927–2010),[35] 政治活动家
- 詹姆斯·井叶 (1968-), 吉他手, 另类摇滚乐队 The Smashing Pumpkins的成员
- 丹尼斯·井上 (1924–2012), 夏威夷参议员，第二次世界大战荣誉勋章获得者[36]
- 小桥川荣喜 (1920–2005), 第二次世界大战荣誉勋章获得者
- 河内山百合 (1921–2014), 民权活动家[37]
- 福特·绀野 (born 1933), 奥运会游泳金牌得主（1952）和银牌得主（1952-1956）
- 高野民夫 (1930–2016 ), 奥运会举重金牌得主（19521956年）和银牌得主（1960年），也是唯一一位在四个不同级别举重比赛中创造世界纪录的举重运动员[38]
- 罗伯特·黑田 (1922–1944), 第二次世界大战荣誉勋章获得者[39]
- 黑木勉 (1917–2015), 第二次世界大战中唯一一名在太平洋战区执行作战任务的日裔美国陆军航空兵机组人员
- 正冈优 (1915–1991) 日裔美国人公民联盟（JACL）领导人
- 松永正幸 (1916–1990), 夏威夷参议员[40]
- 诺曼·峰田 (1931–2022), 加利福尼亚州前国会议员和交通部长
- 三阪亙 (1923–2019), 1947年成为第一位亚裔球员和第一位在NBA打球的非白人球员[41]
- 浩·宫村 (1925–2022),在朝鲜战争中获得美国荣誉勋章[42]
- 森田则之 (1932–2005), 1984年获奥斯卡最佳男配角提名的电视和电影演员[43]
- 本薰 (1917–1992), 荣誉勋章获得者
- 旨森貞雄 (1922–1945), 第二次世界大战荣誉勋章获得者[44]
- 村永清 (1922–1944), 第二次世界大战荣誉勋章获得者[45]
- 长洲未来 (1993– ), 2008年美国花样滑冰冠军和奥运会铜牌得主[46]
- 中江正人 (1917–1998), 第二次世界大战荣誉勋章获得者
- 仲嶺真榮 (1920–1944), 第二次世界大战荣誉勋章获得者[47]
- 威廉·中村 (1922–1944), 第二次世界大战荣誉勋章获得者
- 中島勝寿 (1905–1990), 家具制造商
- 喬伊·西本 (1920–1944), 第二次世界大战荣誉勋章获得者[48]
- 野口勇 (1904–1988), 雕塑家和景观设计师
- 大畠 正春 (1918–1977), 第二次世界大战荣誉勋章获得者
- 阿波罗·大野 (1982) 获得奥运会速滑金牌（2002、2006）、银牌（2002、2010）和铜牌（2006、2010）
- 约翰·冈田 (1923–1971), 作家
- 詹姆斯·大久保 (1920–1967), 第二次世界大战荣誉勋章获得者[49]
- 奥津 幸雄 (1921–2003), 第二次世界大战荣誉勋章获得者
- 弗兰克·哈里·小野 (1923–1980), 第二次世界大战荣誉勋章获得者[50]
- 肯·小野 (1968-), 数学家
- 小野三太 (1962-), 免疫学家，辛辛那提大学校长，不列颠哥伦比亚大学校长，密歇根大学校长
- 大谷 一雄 (1918–1944), 第二次世界大战荣誉勋章获得者
- 亲川义信 (1933-), 1952年奥运会金牌得主[51]
- 坂戶太郎 (1921–2015), 二战荣誉勋章获得者
- 詹姆斯·重田 (1929–2014), an 美国电视电影演员
- 麦克·篠田 (born 1977), 音乐家、说唱歌手、歌手、词曲作者、唱片制作人、平面设计师、经理和电影作曲家。 美国乐队林肯公园和补充乐队Fort Minor的成员
- 莫妮卡·索恩 (1919–2011),作家，著有美国自传体小说《尼塞的女儿》
- 大卫·铃木 (1936-), 加拿大学者、科学广播员和环境活动家
- 田尻 慎吉 (1923–2009), 雕塑家[52]
- 田中温子 (1992-), 加拿大奥运跳台滑雪运动员
- 乔治·武井 (1937-), 演员和同性恋权利活动家，因在电视连续剧《星际迷航》中的角色而闻名[53]
- 田上隆行 (1919–1944), 第二次世界大战荣誉勋章获得者
- 特雷西·渡口 (1974-), 演员、歌手
- 山本久惠 (1921–2011), 作家
- 山崎實 (1912–1986),建筑师， 以纽约世贸中心“双子塔”而闻名[54]
- 米田刚三 (1906–1999), 共产主义劳工活动家[55]
- 乔治·约西亚(1922-), 加利福尼亚音乐家、教师[56]

## 延伸阅读
- 罗伯特·朝比奈 (2007)。 《正义的美国人：日裔美国人如何赢得国内外战争：第 100 营的故事》 。纽约：哥谭图书。ISBN 1-59240-300-X国际标准书号 1-59240-300-X 。OCLC 143249949OCLC 143249949 。
- 约瑟夫·哈灵顿 (1979)。洋基武士：日清在美国太平洋胜利中的秘密角色。底特律：佩蒂格鲁企业。ISBN 9780093368010国际标准书号 9780093368010 。OCLC 5184099OCLC 5184099 。
- 詹姆斯·麦克诺顿（2006）。日裔语言学家：二战期间军事情报部门的日裔美国人。华盛顿特区：陆军部。ISBN 9780160729577国际标准书号 9780160729577 。OCLC 70149258OCLC 70149258 （页面存档备份，存于） 。
- 皮埃尔·穆兰 (1993)。布吕耶尔的美国武士：法国人和日裔美国人：难以置信的故事。法国和平与自由之路（编辑）。译者：大卫·金斯堡.瓦格尼，法国：G.路易斯。ISBN 2-9599984-0-5国际标准书号 2-9599984-0-5 。OCLC 82373241OCLC 82373241 。
- 斯特纳，C.道格拉斯（2008）。全力以赴：二战中征服德国、日本和美国偏执的尼塞勇士。犹他州克利尔菲尔德：犹他州美国遗产历史出版社。ISBN 978-0-9796896-1-1国际标准书号 978-0-9796896-1-1 。OCLC 141855086OCLC 141855086 。